# Danny Aiello
Pour les articles homonymes, voir Danny Aiello III et Aiello.
Danny Aiello, est un acteur américain, né le 20 juin 1933 à New York et mort le 12 décembre 2019 à Saddle River.

## Biographie

### Carrière
Acteur italo-américain originaire du Bronx, Danny Aiello en a gardé une rudesse et une présence intimidante. Devenu acteur sur le tard, après avoir été conducteur de bus, videur de boîte de nuit et voleur « occasionnel », c'est à un âge mur, en 1972, qu'il joue pour une production théâtrale régionale de Jason Miller : That Championship Season, pièce pour laquelle il reçoit un Most Outstanding Newcomer Award.

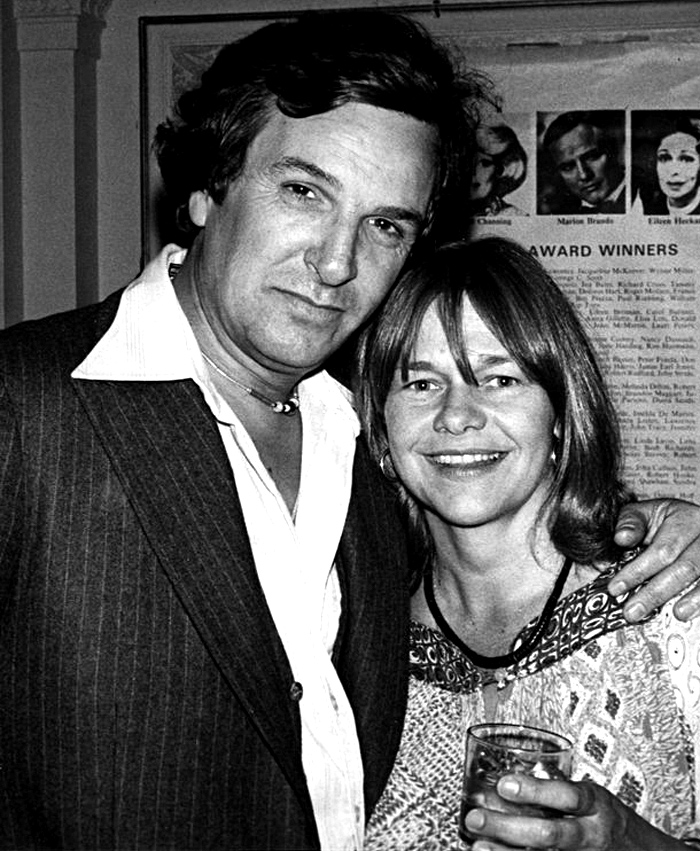
Danny Aiello et Estelle Parsons en 1977.

Il fait ses débuts à l'écran dans Bang the Drum Slowly (1973) et joue successivement, pendant les 15 années qui suivent, des rôles secondaires de flics, de brutes, de ratés, de mauvais garçons et de « mecs ordinaires », cela dans tous les genres de films. Il fait une apparition dans Le Parrain 2 dans le rôle de Tony Rossato où il tente d'étrangler dans un bar Frank Pentangeli en lui disant la réplique suivante : « Michael Corleone t'envoie le bonjour. »
Par la suite, en 1984, il se fait remarquer dans le rôle de Vincent Aiello, le capitaine de police véreux d'Il était une fois en Amérique. Son premier rôle de plus grande ampleur et où il casse avec cette image est dans Éclair de lune en 1987 dans le rôle du fiancé de Cher.
Entre Il était une fois en Amérique et Éclair de lune, il est également apparu dans le film Tendres années jouant comme père de famille d'une fille pauvre Karen de la classe ouvrière dans le quartier populaire Lower East Side de New York.
Spike Lee fait de lui un propriétaire de pizzeria, Salvatore Frangione dit « Sal » dans Do the Right Thing et lui permet d'être nommé à l'Oscar du meilleur second rôle. Il devient l'acteur le plus prolifique d'Hollywood : entre 1989 et 1996, il joue dans 26 fictions.

### Théâtre
Il ajoute à sa carrière de fréquentes apparitions à Broadway. Il y débute en 1976 dans Lampost Reunion pour lequel il remporte un Theatre World Award. Il joue également pour de nombreux téléfilms dont A family of strangers (1980).
Il apparaît dans le clip de Madonna Papa Don't Preach, où il joue le rôle du père de celle-ci.

### Mort
Il meurt le 12 décembre 2019 à l'âge de 86 ans après avoir été hospitalisé d'urgence pour une infection.

### Vie privée
Danny Aiello était marié et père de quatre enfants.

## Filmographie

### Cinéma
- 1973 : Le Dernier Match (Bang the Drum Slowly) de John Hancock : Horse
- 1974 : Le Parrain II (Mario Puzo's The Godfather: Part II) de Francis Ford Coppola : Tony Rosato
- 1976 : Le Prête-nom (The Front) de Martin Ritt : Danny LaGattuta
- 1977 : Hooch de Edward Mann
- 1978 : Mélodie pour un tueur (Fingers) de James Toback : Butch
- 1978 : Les Chaînes du sang (Bloodbrothers) de Robert Mulligan
- 1980 : Les Massacreurs de Brooklyn (Defiance) de John Flynn : Carmine
- 1980 : L'Impossible Témoin (Hide in Plain Sight) de James Caan
- 1981 : Le Policeman (Fort Apache, The Bronx) de Daniel Petrie : Morgan
- 1981 : Chu Chu and the Philly Flash de David Lowell Rich
- 1984 : Il était une fois en Amérique (Once upon a Time in America) de Sergio Leone : Police Chief Vincent Aiello
- 1984 : Tendres Années (Old Enough) de Marisa Silver : Mr. Bruckner
- 1984 : Death Mask de Richard Friedman
- 1985 : La Rose pourpre du Caire (The Purple Rose of Cairo) de Woody Allen : Monk
- 1985 : Key Exchange de Barnet Kellman
- 1985 : Le Retour du Chinois  (The Protector) de James Glickenhaus : Danny Garoni
- 1985 : The Stuff de Larry Cohen : Vickers
- 1987 : Éclair de lune (Moonstruck) de Norman Jewison : Mr. Johnny Cammareri
- 1987 : Man on Fire d'Élie Chouraqui : Conti
- 1987 : Le Dragueur de James Toback : Phil Harper
- 1987 : Radio Days de Woody Allen : Rocco le tueur
- 1988 : L'Affaire Russicum de Pasquale Squitieri
- 1988 : White Hot de Robby Benson
- 1989 : Calendrier meurtrier (January Man) de Pat O'Connor : Captain Vincent Alcoa
- 1989 : Do the Right Thing de Spike Lee : Sal
- 1989 : Les Nuits de Harlem (Harlem Nights) d'Eddie Murphy : Phil Cantone
- 1990 : L'Échelle de Jacob (Jacob's Ladder) d'Adrian Lyne : Louis
- 1991 : Ce cher intrus (Once Around) de Lasse Hallström : Joe Bella
- 1991 : Hudson Hawk, gentleman et cambrioleur (Hudson Hawk) de Michael Lehmann : Tommy Five-Tone
- 1992 : Hollywood Mistress (Mistress) de Barry Primus : Carmine Rasso
- 1992 : Ruby de John Mackenzie : Jack Ruby
- 1993 : Kid et le Truand (Me and the Kid) de Dan Curtis : Harry
- 1993 : Les Veuves joyeuses (The Cemetary Club) de Bill Duke
- 1994 : Léon de Luc Besson : Tony
- 1994 : Prêt-à-porter (Ready to Wear) de Robert Altman : Major Hamilton
- 1996 : City Hall de Harold Becker : Frank Anselmo
- 1996 : Deux Jours à Los Angeles (Two Days in the Valley) de John Herzfeld : Dosmo Pizzo
- 2000 : Dîner entre ennemis (Dinner Rush) de Bob Giraldi : Louis Cropa
- 2006 : Slevin de Paul McGuigan
- 2011 : Anyone's Son de Danny Aiello
- 2014 : Bad Luck de John Herzfeld : le père Paul
- 2018 : Little Italy de Donald Petrie : Carlo

### Télévision
- 1985 : Lady Blue : Lieutenant Terry McNichols
- 1997 : Le Dernier Parrain (The Last Don) de Graeme Clifford : Don Domenico Clericuzio

### Clips
- Papa Don't Preach : Madonna

## Discographie
- 1994 : Pinocchio lu par D. Aiello (Rabbit Ears Records)

## Voix françaises
En France
- Alain Dorval (1946-2024) dans :
  - Le Retour du Chinois
  - Éclair de lune
  - Radio Days
  - Ce cher intrus
  - Ruby
  - City Hall
- Patrick Préjean dans :
  - Mélodie pour un tueur
  - Bad Luck
- Jacques Ferrière (1932-2005) dans :
  - Le Policeman
  - Calendrier meurtrier
- Serge Sauvion (1929-2010) dans :
  - La Rose pourpre du Caire
  - Les Nuits de Harlem
- Jacques Frantz (1947-2021) dans :
  - Deux jours à Los Angeles
  - Two Much

et aussi
- Jean-Pierre Delage dans L'Impossible Témoin
- Jacques Balutin dans Il était une fois en Amérique (1er doublage)
- Bernard Woringer dans Lady Blue (mini-série)
- Jacques Deschamps dans Le Dragueur
- William Sabatier dans L'Échelle de Jacob
- Jacques Richard dans Hudson Hawk, gentleman et cambrioleur
- Dominique Paturel dans Hollywood Mistress
- Michel Fortin dans Léon
- Philippe Dumond dans Il était une fois en Amérique (2e doublage)
- Thierry Murzeau dans Slevin

Au Québec